# آلفا (رود)
آلفا (به آلمانی: Alf) یک رود در آلمان است که در راینلاند-فالتس واقع شده‌است.